# Milkha Singh
Milkha Singh, född 20 november 1929 i Gobindpura i Punjab i Brittiska Indien (nuvarande Pakistan), död 18 juni 2021 i Chandigarh, var en indisk friidrottare specialiserad på sprintlöpning över 200 meter och 400 meter. Singh kallades för The Flying Sikh (den flygande sikhen). Singh deltog i tre olympiska spel 1956–1964 med en fjärdeplats på 400 meter vid OS i Rom 1960 som bästa resultat.

## Biografi

### Uppväxt
Singh föddes i byn Gobindpura i Punjab i en familj av sikhiska jordbrukare. Han var ett av 15 syskon. I samband med delningen av Indien 1947 utbröt konflikter mellan sikher och muslimer. Som sikher på den muslimska sidan av gränsen drabbades Singhs familj av våldsamheterna. Milkha Singh tvingades att fly till Indien efter att hans föräldrar blivit mördade av en mobb. I Indien levde han i flyktingläger och tidivis hos en äldre syster i Delhi. När han 1952 blev intagen i armén började han att tävla i löpning. Hans första tävling var i terränglöpning, men snart hade han specialiserat sig på 400 meter.

### Karriär
Vid Olympiska spelen i Melbourne 1956 fick Singh en plats på 400 meter. Han blev fjärde man i sitt försöksheat och blev därmed utslagen. Efter det bestämde han sig för att satsa ännu hårdare på att bli bäst. Två år senare vann han 200 meter och 400 meter vid Asiatiska spelen i Tokyo. Senare samma år, vid Samväldesspelen i Cardiff 1958, tog han det självständiga Indiens första guldmedalj i spelens historia på distansen 440 yards. Vid Olympiska spelen i Rom 1960, fyra år efter Melbourne, var Singh favorit att vinna 400 meter. Han hade också ledningen halvvägs in i finalloppet, men tröttnade och slutade på fjärde plats, en tiondel från bronsplatsen. Det nationsrekord som han satte i loppet skulle stå sig fram till 1998.
Singh tog ytterligare två guldmedaljer vid Asiatiska spelen i Jakarta 1962, på 400 meter och i stafetten över 4 × 400 meter. Han deltog i Olympiska spelen i Tokyo 1964, men då bara på 4 × 400 meter, där det indiska laget inte gick vidare från försöken. Efter OS 1964 avslutade han karriären.

### Privatliv
Singh gifte sig 1962 med volleyboll-spelaren Nirmal Saini. Golfaren Jeev Milkha Singh är son till Milkha Singh och Nirmal Saini. Singh avled 91 år gammal av Covid-19 på ett sjukhus i Chandigarh den 18 juni 2021. Hans hustru avled fem dagar tidigare, även hon av Covid-19.